# Johann Heinrich Schilbach
Johann Heinrich Schilbach (Barchfeld, 1798 – Darmstadt, 9 maggio 1851) è stato un pittore tedesco.

## Biografia
Schilbach era uno studente del pittore teatrale Johann Georg Primavesi a Darmstadt. Nella tarda estate del 1818 intraprese un viaggio di studio attraverso la Svizzera per la durata di diverse settimane. I disegni e le incisioni furono pubblicati dalla casa editrice Johann Peter Lamys di Berna con il titolo "Souvenirs Suisse". Una borsa di studio granducale dell'Assia gli permise di fare un viaggio di studio in Italia. Nel 1823 emigrò a Roma con il pittore di Heidelberg Ernst Fries, dove conobbe Ludwig Richter. Con Richter fece escursioni sui monti Sabini e viaggiò con lui a Napoli nel 1825. Lì i pittori Schilbach, Richter, Carl Götzloff, Ludwig von Maydell, Nikolaus Hoff e Hans Georg Haderer scalarono insieme il Vesuvio.

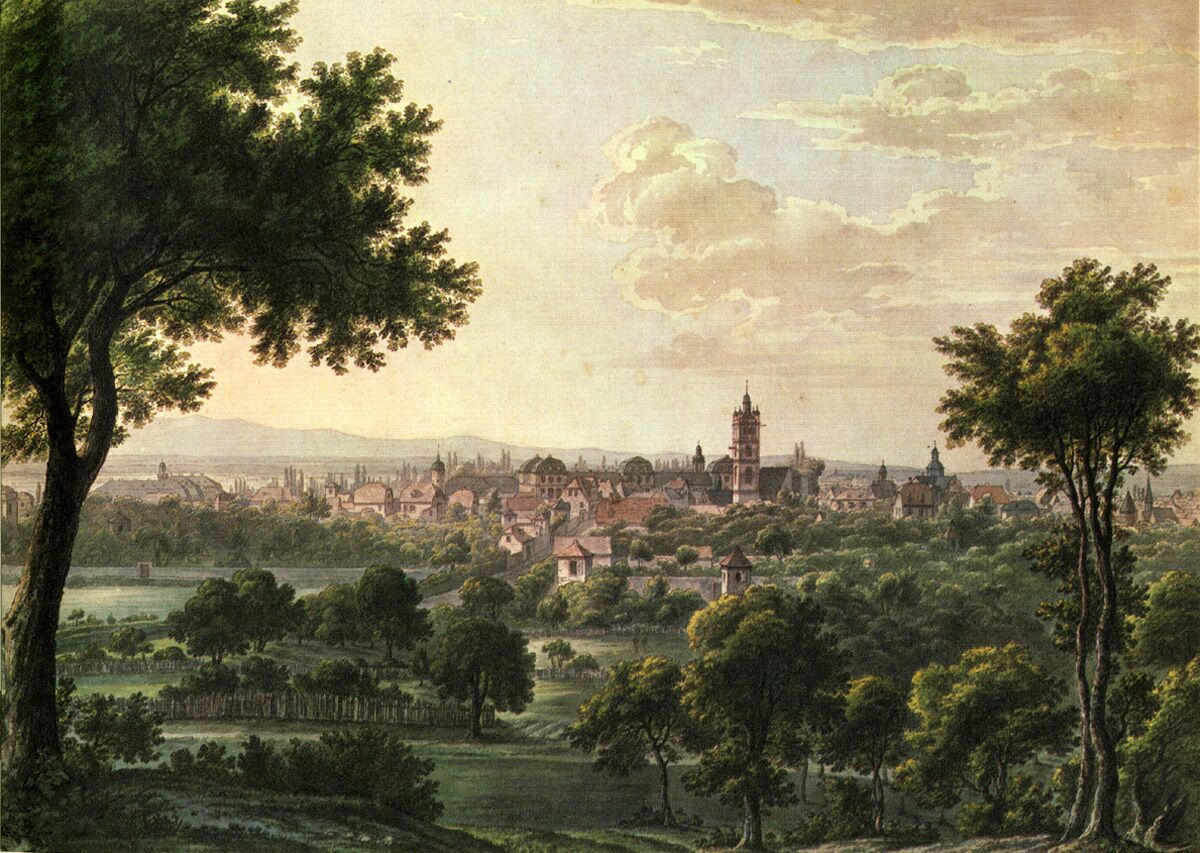
Darmstadt. Vista da Riedelsberg nel 1816

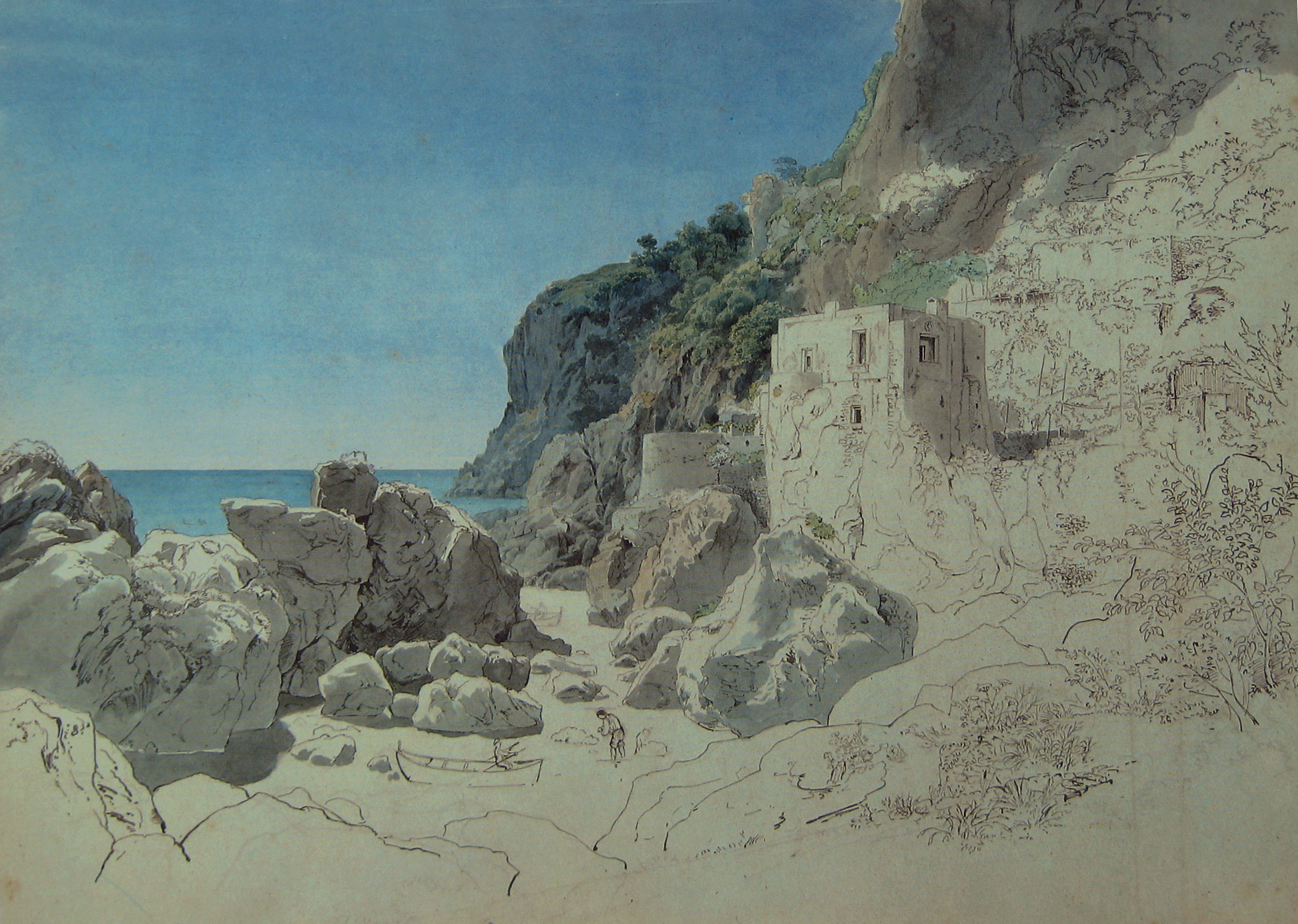
Costa vicino ad Amalfi, 1825

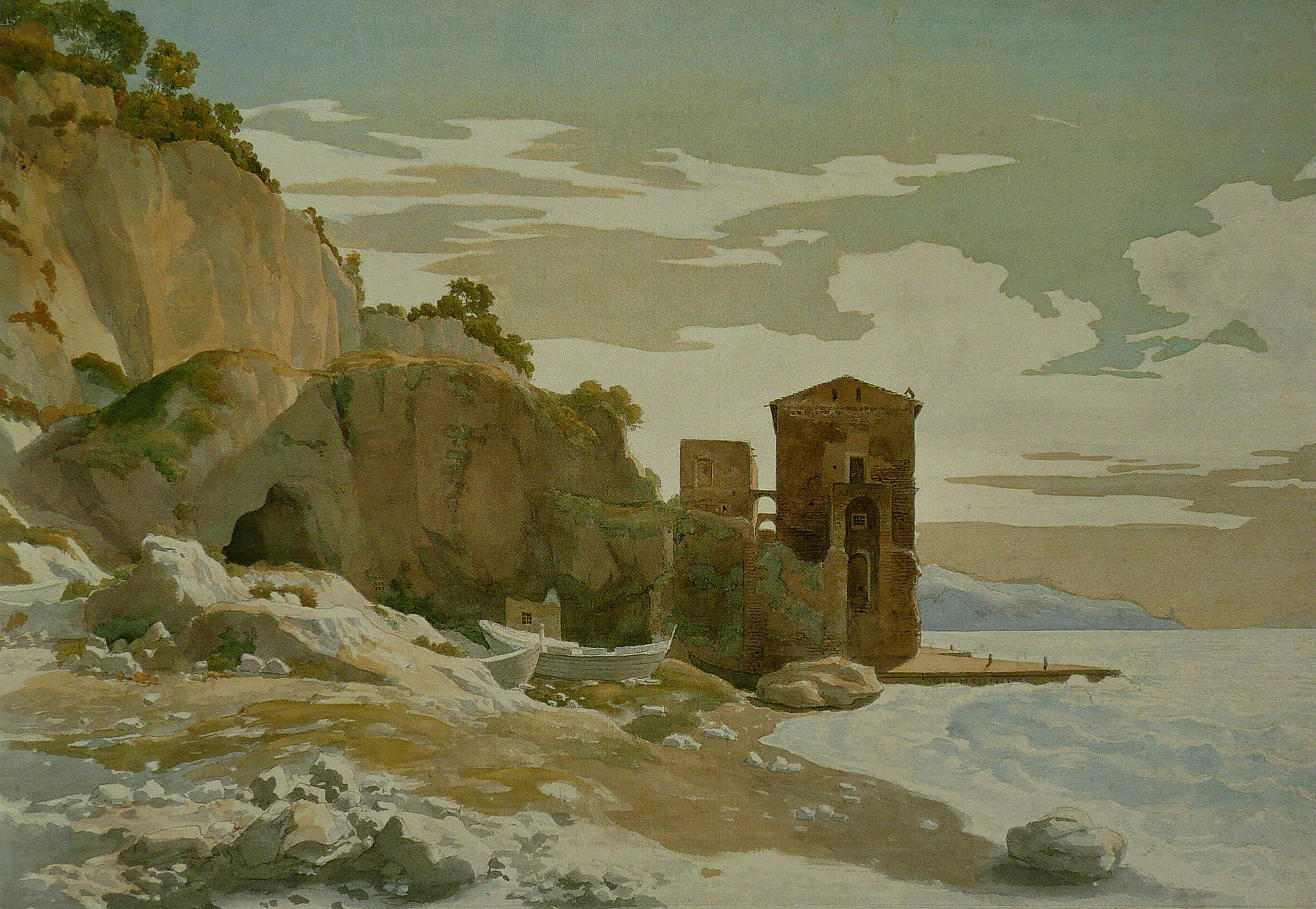
Marina Piccola, Sorrento, 1825

A Roma, Schilbach divenne un ricercato pittore di paesaggi e paesaggi urbani italiani. Come altri pittori della sua generazione, iniziò a dipingere studi della natura ad olio. Durante i cinque anni del suo soggiorno in Italia sviluppò uno stile molto libero che combinava la fotografia naturalistica immediata con un senso ideale delle grandi forme pittoriche. 
Nel suo viaggio di ritorno in patria passò per Firenze, Pisa, La Spezia che ritrae. Dall'Italia tornò con un tesoro di schizzi (disegni e acquerelli) composto da 400 fogli. Negli anni che seguirono, eseguì molti dei motivi paesaggistici che raccolse come dipinti ad olio. Nel 1828, anno del suo ritorno, divenne pittore del teatro di corte a Darmstadt. August Weber e August Becker erano suoi studenti. Continuò a coltivare la pittura di paesaggio, ad esempio nel 1838 creò un dipinto del castello di Schönberg sulla Bergstrasse e un paesaggio del Reno senza data con Oberwesel.

## Messaggio
Johann Heinrich Schilbach era principalmente un paesaggista. I suoi paesaggi italiani mostrano gli stilemi del Romanticismo in transizione verso il Realismo tipici della sua generazione.

## Opere (selezione)
- Darmstadt dal Riedelsberg, 1816
- Costa presso Amalfi, intorno al 1825 ( Hessisches Landesmuseum Darmstadt, Collezione grafica)
- Sorrento, matita e acquarello su carta, 1825 (Hessisches Landesmuseum Darmstadt)
- Paesaggio di alta montagna, acquerello su cartoncino, 1826
- Sponda boscosa del Königssee, disegno a colori, 1826–30 circa (Metropolitan Museum of Art, Drawings and Prints, inv. N. 2006.339)
- Il Rosenlauigletscher, 1835 ( Francoforte sul Meno, Museo Giersch, mostra 2009/2010)
- Veduta di Arricia, olio su tela, 1842 ( Vienna, Österreichische Galerie Belvedere, inv. N. 5560)
- Lautertal im Odenwald, olio su tela, 1845 (Hessisches Landesmuseum Darmstadt)